# Маленькая коричневая секс-машина
Маленькая коричневая секс-машина (англ. Little Brown Sex Machine или LBSM) — образное выражение и гендерный стереотип, употреблявшийся американским военным персоналом, несущим службу в странах Юго-Восточной Азии (на полуострове Индокитай и островах Малайского архипелага), по отношению к местным женщинам и девушкам.

## Возникновение
Считается, что своим появлением данное выражение обязано американскому неоколониализму XX века, благодаря которому Соединённые Штаты стали мировой сверхдержавой и начали распространять своё влияние в глобальном масштабе. Для этого во всех районах планеты, представляющих для американцев какой-либо интерес, была развёрнута система военных баз. Эти пункты быстро обросли разнообразными развлекательными заведениями, которые обеспечивали обслуживание американского личного состава, предоставляя ему весь спектр услуг, включая и сексуальные. На Филиппинах подобные места превратились в центры городской жизни, подхлестнув развитие экзотического туризма. Местные секс-работницы, занятые в этих заведениях, получили от американских моряков ярлык LBFM от выражения англ. little brown fucking machine.

## Вариации и семантическое значение
Выражение «маленькая коричневая секс-машина» послужило базой для разнообразных вербальных элементов, с помощью которых американский армейский сексизм находил выход наружу в обыденной разговорной речи. По заключению составителей американской энциклопедии проституции и секс-работы, личный состав вооружённых сил США, проходящий службу в азиатских странах, рассматривает местный женский пол через призму азиатских обычаев, которые предписывают женщинам и девушкам быть податливыми и покорными, чтобы подчеркнуть свою женственность. В этих обстоятельствах выражение англ. little brown sex machine («маленькая коричневая секс-машина») трансформировалось под влиянием милитаристской мизогинии в англ. little brown fucking machine powered by rice («маленькая коричневая машина для траханья, работающая на рисе»).
Профессор Калифорнийского университета в Санта-Барбаре Селин Симидзу ставит выражение англ. little brown fucking machine powered by rice в разряд военных поговорок, которые стали популярны в странах Юго-Восточной Азии в связи с развитием международного секс-туризма. По её мнению, данное выражение вместе со своей аббревиатурой LBFM описывает важный аспект овеществления азиатской женщины, которая вынуждена вступать в сексуальные отношения ради заработка. В этих обстоятельствах миниатюрность женщин Востока выгодно оттеняет высокий рост западных мужчин, а коричневый цвет кожи соматически сигнализирует о дешевизне и экономии средств, одновременно приписывая женщине любовь к сексу, заложенную её расовым происхождением. В этом смысле экономика сексуальности совмещает досуг мужчины и рабочий процесс женщины, переводя женское тело в разряд рабочего инструмента.
При таком распределении ролей женщине предписывается колониальная подневольность, в рамках которой она становится бездумным сексуальным исполнителем. Тем не менее созданный образ преподносит её напор, ненасытность и неутомимую энергетику плотской любви в сопоставлении с безостановочным функционированием машины или механизма. Это ещё раз подчёркивает подчинённость и пассивную роль женщины, которая обязана выполнять все прихоти своего партнёра. Упоминание риса как топлива для сексуальности в этом контексте намекает не только на низкий социальный статус выходцев из стран третьего мира, но и на их знойную тропическую конституцию.
В процессе своего практического использования аббревиатура LBFM объединяет в себе те качества азиатской женственности, которые желательны западным потребителям и постоянно насаждаются западной кинематографией, порнографией, синема верите, секс-индустрией и другим.

## Примеры использования
На американской военной базе Кадена (остров Окинава) выражение LBSM широко использовалось как надпись на футболках личного состава армии США. Это вызвало резкое возмущение у японской политической деятельницы Судзуё Такадзато, которая охарактеризовала такое поведение как проявление расизма, ведущего к деградации женской части общества в странах третьего мира. При этом и сами женщины, и солдаты, которые их используют в роли сексуальных игрушек, становятся жертвами системы, построенной на милитаризме и империализме.